# Phrynocephalus geckoides
Phrynocephalus geckoides är en ödleart som beskrevs av  Jacques von Bedriaga 1909. Phrynocephalus geckoides ingår i släktet Phrynocephalus och familjen agamer. Inga underarter finns listade i Catalogue of Life.